# Maria do Carmo Brito
Maria do Carmo Brito (Belo Horizonte, 1943) é uma socióloga e ex-guerrilheira brasileira, integrante da luta armada contra a ditadura militar instalada no país em 1964. Codinome "Lia" na clandestinidade, foi integrante da Política Operária (Polop), do COLINA, uma das principais dirigentes da VAR-Palmares, onde comandou a ex-presidente do Brasil, Dilma Roussef, e da Vanguarda Popular Revolucionária (VPR), onde se tornou a primeira mulher a comandar uma organização guerrilheira em toda a América Latina. Ícone da presença feminina na luta armada brasileira, foi presa, torturada e banida do país em 1970, retornando apenas em 1979 por força da Lei da Anistia. Hoje vive no Rio de Janeiro.

## Militância e guerrilha
Integrante de uma família mineira de classe média e filha de um líder sindical, seus pais tornaram-se getulistas ferrenhos ainda nos anos 40, quando sua mãe, preocupada com as contas de casa enquanto seu marido estava engajado no Exército em São João del Rey esperando ser enviado para a Itália durante a Segunda Guerra Mundial, prestou concurso para a Rede Ferroviária Federal e passou em quarto lugar, mas o chamado não vinha nunca. Ela escreveu então uma carta a Getúlio Vargas, contando seu caso, suas dificuldades financeiras e anexando o resultado do concurso. Recebeu de volta a mesma carta com uma mensagem assinada pelo presidente: "Faça-se justiça à candidata ". Foi chamada para o emprego no dia seguinte. Seu marido empolgou-se e enviou outra carta a Getúlio, pedindo um emprego e recebeu de volta vários prospectos de concursos públicos, como se o presidente dissesse:  "Faça como sua mulher ". Aos dez anos, teve um poema seu, enviado por seu tio a Cecília Meireles, publicado no Diário de Notícias. Adolescente, estudou no Instituto de Educação e no Colégio Sacré Coeur de Marie, tradicional colégio de freiras que achava entediante, e começou a participar de processos de mobilização social ainda na adolescência, ligada então à Juventude Estudantil Católica.  Em 1961, cursando a Faculdade de Ciências Econômicas da Universidade Federal de Minas Gerais entrou para o PCB, recrutada na universidade, mas ficou apenas onze meses. Em 1962,  casou-se com Juarez Guimarães de Brito, líder estudantil e colega de faculdade, que começou a namorar durante uma manifestação estudantil, fugindo da polícia. No golpe militar de 1964, ela integrava a POLOP, junto com o marido, que foi preso em Recife, para onde tinham se mudado depois que ele conseguiu um emprego na Sudene. Após sua libertação, os dois se mudaram para o Rio de Janeiro.
Assumindo a identidade da irmã Magda, falecida de meningite na infância, ela continuou sua graduação em Ciências Sociais na Universidade Federal Fluminense à noite, trabalhando na representação comercial da Legação da Bulgária de dia. Depois trabalhou como tradutora na Enciclopédia Larousse, dirigida por Antônio Houaiss e tendo como colegas Paulo Francis e Otto Maria Carpeaux. Ela e o marido continuam na militância na POLOP até 1968, quando se desligam da organização e fundam o COLINA (Comando da Libertação Nacional) onde militam e praticam diversas ações armadas até 1969, quando ela se funde com a VPR (Vanguarda Popular Revolucionária), dando origem à VAR-Palmares (Vanguarda Armada Revolucionária – Palmares).
Em 1969, "Lia" e Juarez planejam e participam de um dos mais conhecidos episódios da guerrilha da época, o assalto ao "cofre do Adhemar", um cofre escondido na casa da amante do ex-governador de São Paulo Adhemar de Barros, Ana Benchimol Capriglione, de onde são retirados cerca de US$2,5 milhões de dólares, a maior apropriação financeira feita por um grupo guerrilheiro no mundo até aquela época.
Depois da ação, a VAR-Palmares se divide, dali nascendo uma nova VPR, com um comando tríplice de Maria do Carmo, Ladislau Dowbor e Carlos Lamarca. "Lia" se torna a primeira comandante mulher de uma organização guerrilheira.
Em 18 de abril de 1970, ela e Juarez são emboscados pela polícia durante um encontro com um militante no bairro do Jardim Botânico, Rio de Janeiro. Cercados, Juarez suicida-se com um tiro para não ser preso mas Maria do Carmo é capturada. Torturada por dois meses, o que a fazia ficar menstruada todo o tempo, passando por afogamentos e utilização de pentotal (soro da verdade), ela não resiste e entrega detalhes de operações e companheiros, provocando baixas na organização, o que viria a assumir mas lamentar décadas depois. Em julho de 1970, é incluída na lista de presos políticos exigidos em troca da vida do embaixador alemão Ehrenfried vom Holleben, sequestrado por outro grupo guerrilheiro, e deixa o país, viúva aos 27 anos, com mais 39 companheiros libertados rumo ao exílio na Argélia.

## Exílio
Em Argel, ela faz contato com várias lideranças da esquerda brasileira exilada como Apolônio de Carvalho e Miguel Arraes. Lá também reencontra um antigo companheiro do COLINA, Ângelo Pezzuti, e pouco tempo depois, já companheira de Pezzuti, os dois migram para Santiago do Chile. Envolvidos numa conspiração do Cabo Anselmo, o casal acaba sendo perseguido por parte da esquerda brasileira local e a relação acaba, não resistindo às pressões, pouco antes do golpe do general Pinochet e depois dela ter seu primeiro filho, Juarez, batizado em homenagem ao ex-marido. Maria do Carmo e José Duarte, militante também exilado no Chile e que tempos atrás havia recrutado Anselmo para a luta armada e desconhecia que o ex-marinheiro, recrutado por Sérgio Fleury depois de preso e torturado, havia se tornado um traidor e passado para o lado da repressão, decidiram voltar ao Brasil, como um comando suicida, para matar o Cabo Anselmo. Não voltaram e Anselmo destruiu o resto da esquerda armada brasileira.
Com o golpe militar, Maria do Carmo exila-se no Panamá, Bélgica e finalmente em Portugal, pouco depois da Revolução dos Cravos. Casada então com Chizuo Osawa, o Mário Japa (ex-guerrilheiro da VPR de Carlos Lamarca), ela participa do processo de redemocratização do país trabalhando no projeto de mobilização e organização popular criado pelo Ministério da Comunicação.
Em 1975, Maria do Carmo e Mário partem para Angola, recém-independente de Portugal, onde trabalham por dois anos e ela viaja pelo país como educadora popular. Com o agravamento da situação angolana em 1977, ela retorna a Portugal e, em setembro de 1979, volta de vez ao Brasil, após a entrada em vigor da Lei da Anistia.

## Vida atual
Maria do Carmo hoje mora em Laranjeiras, no Rio de Janeiro, com seu terceiro marido, um ex-companheiro de guerrilha, e trabalha com a inclusão de deficientes no mercado de trabalho e na sociedade.